# 김미경 (기업인)
김미경(1964년 12월 9일 ~ )은 주식회사 엠케이유니버스의 CEO 대표를 지내고 있는 작가이자 강연자이다. 형제자매로는 언니 김미원, 여동생 김은희·김보연 등이 있다.

## 이력
주식회사 엠케이유니버스의 대표이며 아트스피치 원장, 김미경의 이클래스 대표를 역임하고 있다. 작가 겸 강연가 및 기업인으로서는 '아트 스피치'의 창시자이다. 평범한 주부에서 고액 연봉의 스타 강사로 언론에 보도되었으며 "언니의 독설," "드림온" 등을 펴녔다. 최근에는 "살아있는 뜨거움"을 펴냈다.

## 학력
- 연세대학교 작곡과 학사(1988년 2월)
- 이화여자대학교 대학원 음악학 석사(1991년 2월)

## 방송
- 2024년 채널A 《4인용 식탁》
- 2021년 EBS 《인생 이야기 파란만장》 진행
- 2018년 tvN 《어쩌다 어른》
- 2014년 JTBC 《김미경 전현무의 나만 그런가》 진행
- 2013년 tvN 《김미경쇼》 진행
- 2007년 MBC 《아름다운 도전》 진행
- 2006년 MBC 《기분좋은날》

## 주요 저서
- 2007년 《꿈이 있는 아내는 늙지 않는다》(명진출판사)
- 2012년 《언니의 독설》(21세기북스)
- 2012년 《스토리 건배사》(21세기북스)
- 2012년 《김미경의 아트 스피치》(21세기북스)
- 2012년 《김미경의 언니의 독설 2》(21세기북스)
- 2013년 《김미경의 드림 온》(쌤앤파커스)
- 2017년 《엄마의 자존감 공부》(21세기북스)
- 2020년 《김미경의 리부트》(웅진)

## 가족 관계
- 첫째 언니: 김미원(1963년 ~ ) - 네일아트업(한국네일지식서비스협회)
- 셋째 동생: 김은희
- 넷째 동생: 김보연(1967년 ~ ) - 유튜버